# أوسكار بفايفر
أوسكار هربرت بفايفر Oscar Herbert Pfeiffer (ولد في 16 يناير 1902 في كولونيا – ومات في 22 أبريل 1996 في زيندلفنجن) شاعر وأديب ألماني.
نشر بفايفر منذ العشرينات من القرن العشرين قصائد وكذلك مقطوعات مسرحية ثم حكما ومسرحيات إذاعية. كتب بعض أعماله باللغة الألمانية والفصحى والبعض الآخر بلهجة كولونيا. وبجانب إنتاجه الأدبي اشتغل بالصحافة وبالتاريخ الحضاري للعديد من الصحف والمجلات في منطقة الراين من بينهم، صحف نويه راينلاند وكولنر شتات أنتسايجر.
من أعماله:
- حصاد مبكر 1920
- الجزيرة الهادئة 1922
- زفاف في الغابة 1923
- رسالة أورياس 1959
- حكم للبيت 1970
- حكم من كولونيا 1970